# Mickey Finn
Mickey Finn nebo také Micky Finn (* jako Michael Norman Finn, 3. června 1947, Thornton Heath, Surrey, Anglie — 11. ledna 2003, Croydon, Surrey, Anglie) byl bubeník a spoluhráč Marca Bolana v jeho kapele Tyrannosaurus Rex (později T. Rex). Často zaměňován s jinými hudebníky podle stejného jména.